# Salīm Sāghlū
Salīm Sāghlū (persiska: سَليم ساغول, سلیم ساغلو, Salīm Sāghūl, سَليمساغلو, Salīmsāghlū) är en ort i Iran.   Den ligger i provinsen Västazarbaijan, i den nordvästra delen av landet, 500 km väster om huvudstaden Teheran. Salīm Sāghlū ligger 1 525 meter över havet och antalet invånare är 225.
Terrängen runt Salīm Sāghlū är kuperad. Runt Salīm Sāghlū är det ganska tätbefolkat, med 60 invånare per kvadratkilometer. Närmaste större samhälle är Mahabad, 15,5 km nordost om Salīm Sāghlū. Trakten runt Salīm Sāghlū består i huvudsak av gräsmarker.